# Analizzatore differenziale
Un analizzatore differenziale (dall'inglese differential analyser) fu un calcolatore analogico meccanico progettato per risolvere equazioni differenziali tramite integrazione, utilizzando meccanismi a ruota e disco per effettuare i calcoli, una delle prime macchine di calcolo avanzate ad essere impiegate operativamente.
Il prototipo fu realizzato nel 1876 dal britannico James Thomson, ingegnere e fratello di Lord Kelvin. La versione più pratica ed evoluta fu messa a punto per la prima volta negli Stati Uniti da Henry W. Nieman e Vannevar Bush nel 1927 lavorando al Massachusetts Institute of Technology.
Douglas Hartree ne introdusse l'uso in Europa costruendone uno presso l'Università di Manchester nel 1934, diffondendone l'uso nel Regno Unito anche in ambito militare per calcoli balistici. 
Successivamente, nei primi anni '50, all'Università di Toronto fu messo a punto un nuovo analizzatore differenziale chiamato UTEC che però non ebbe diffusione su vasta scala. L'avvento dei calcolatori analogici elettronici e dei successivi calcolatori digitali resero l'analizzatore oramai obsoleto.